# رولف-دیتر آمند
رولف-دیتر آمند (آلمانی: Rolf-Dieter Amend؛ ۳۰ ژوئن ۱۹۲۷ – ۴ ژانویهٔ ۲۰۲۲) قایقران کانو اهل آلمان بود.